# Landtagswahl in Oberösterreich 2003
- SPÖ: 22
- GRÜNE: 5
- ÖVP: 25
- FPÖ: 4

- SPÖ: 4
- GRÜNE: 1
- ÖVP: 4

- Regierung: 30
- Opposition: 26

Die Landtagswahl in Oberösterreich 2003 fand am 28. September 2003 statt, wobei die Österreichische Volkspartei (ÖVP) ihre Spitzenposition halten konnte und ein Plus von 0,7 % verbuchte. Mit einem Stimmenanteil von 43,4 % hielt die ÖVP ihren bisherigen Mandatsstand von 25 der insgesamt 56 Mandate. Die Sozialdemokratische Partei Österreichs (SPÖ) konnte hingegen ihr Ergebnis von 1997 stark verbessern und gewann 11,3 % hinzu. Die SPÖ verzeichnete mit einem Stimmenanteil von 38,3 % ihr bestes Ergebnis seit 1979 und konnte zudem sechs Mandate hinzugewinnen. In der Folge stellte sie 22 Abgeordnete im Oberösterreichischen Landtag. Bei ihren Gewinnen hatte die SPÖ von den starken Verlusten der Freiheitlichen Partei Österreichs (FPÖ) profitiert, die nach der Beteiligung an Regierungen in Bund und Ländern schwere Niederlagen einstecken musste. In Oberösterreich verlor die FPÖ 12,2 % und büßte acht Landtagssitze ein. Mit einem Stimmenanteil von 8,4 % verbuchte die FPÖ zudem das schlechteste Ergebnis seit 1985 und stellte nur noch vier Abgeordnete im neugewählten Landtag. Zudem wurde die FPÖ bei dieser Wahl von Die Grünen – Die Grüne Alternative (GRÜNE) überholt, die 3,3 % und zwei Mandate gewannen. Mit 9,1 % erreichten die Grünen dabei fünf Mandate. Die Kommunistische Partei Österreichs (KPÖ) scheiterte hingegen mit 0,8 % klar am Einzug in den Landtag. 
Der Landtag der XXVI. Gesetzgebungsperiode konstituierte sich in der Folge am 23. Oktober 2003 und wählte an diesem Tag die Landesregierung Pühringer III zur neuen Oberösterreichischen Landesregierung. Landeshauptmann Josef Pühringer (ÖVP) war dabei zum ersten Mal eine Regierungszusammenarbeit mit den Grünen eingegangen, wobei dies zugleich die erste schwarz-grüne Koalition auf Landesebene in Österreich bedeutete.

## Ergebnisse

### Gesamtergebnis
|                                              | Ergebnisse 2003  | Ergebnisse 2003  | Ergebnisse 2003  | Ergebnisse 1997 | Ergebnisse 1997 | Ergebnisse 1997 | Differenzen | Differenzen | Differenzen |  |
| -------------------------------------------- | ---------------- | ---------------- | ---------------- | --------------- | --------------- | --------------- | ----------- | ----------- | ----------- |  |
| Wahlberechtigte                              | 1.019.608        | 1.019.608        | 1.019.608        | 973.750         | 973.750         | 973.750         | + 45.858    | + 45.858    | + 45.858    |  |
| Wahlbeteiligung                              | 78,65 %          | 78,65 %          | 78,65 %          | 81,05 %         | 81,05 %         | 81,05 %         | - 2,40 %    | - 2,40 %    | - 2,40 %    |  |
|                                              | Stimmen          | %                | Mand.            | Stimmen         | %               | Mand.           | Stimmen     | %           | Mand.       |  |
| Abgegebene Stimmen                           | 801.889          |                  |                  | 789.202         |                 |                 | + 12.687    |             |             |  |
| Ungültig                                     | 20.804           | 2,59 %           |                  | 20.622          | 2,61 %          |                 | + 182       | - 0,02 %    |             |  |
| Gültig                                       | 781.085          | 97,41 %          |                  | 768.580         | 97,39 %         |                 | + 12.505    | + 0,02 %    |             |  |
| Partei                                       |                  |                  |                  |                 |                 |                 |             |             |             |  |
| Österreichische Volkspartei (ÖVP)            | 339.179          | 43,42 %          | 25               | 328.095         | 42,69 %         | 25              | + 11.084    | + 0,73 %    | ± 0         |  |
| Sozialdemokratische Partei Österreichs (SPÖ) | 299.402          | 38,33 %          | 22               | 207.781         | 27,03 %         | 16              | + 91.621    | + 11,30 %   | + 6         |  |
| Freiheitliche Partei Österreichs (FPÖ)       | 65.643           | 8,40 %           | 4                | 158.555         | 20,63 %         | 12              | - 92.912    | - 12,23 %   | -8          |  |
| Die Grünen – Die Grüne Alternative (GRÜNE)   | 70.742           | 9,06 %           | 5                | 44.435          | 5,78 %          | 3               | + 26.307    | + 3,28 %    | + 2         |  |
| Kommunistische Partei Österreichs (KPÖ)      | 6.119            | 0,78 %           | 0                | 2.156           | 0,28 %          | 0               | + 3.963     | + 0,50 %    | ± 0         |  |
| nicht mehr kandidierende Parteien            | nicht kandidiert | nicht kandidiert | nicht kandidiert | 27.558          | 3,59 %          | 0               | - 27.558    | - 3,59 %    | ± 0         |  |
| Gesamt                                       | 781.085          | 100,00 %         | 56               | 768.580         | 100,00 %        | 56              | + 12.505    |             |             |  |